# 122-я танковая бригада
122-я танковая Краснознамённая бригада имени Наркомата среднего машиностроения — танковая бригада Красной армии ВС СССР, в годы Великой Отечественной войны.
Сокращённое наименование — 122 тбр

## История
Свою историю бригада ведёт от Особой танковой бригады РГК Наркомсредмаша (в дальнейшем — 63-я танковая бригада имени Наркомата
среднего машиностроения) сформированной на основании постановления ГКО № ГКО-98сс от 11 июля 1941 года и приказа наркома среднего машиностроения № 331сс от 14 июля 1941 года. Формирование подразделений которой должно было производиться непосредственно на заводах наркомата среднего машиностроения и последующей передислокацией к 25 августа в Москву. Комплектование бригады материальной частью предусматривалось только сверхплановой продукцией выпущенной предприятиями Наркомата в июле и августе 1941 года. Директивой заместителя НКО № 30882сс от 24 августа 1941 года недоукомплектованная 63-я танковая бригада имени Наркомсредмаша расформировывалась, на её базе были сформированы 121-я и 122-я танковые бригады имени Наркомата среднего машиностроения.
122-я танковая бригада формировалась в деревне Головеньки Наро-Фоминского района в период с 27 августа по 1 сентября 1941 года, по штатам № 010/75 — 10/83 от 23 августа 1941 года. При формировании насчитывала 29 танков, в том числе 7 КВ и 22 Т-34. В сентябре 1941 года была ещё пополнена 64 танками типа Т-30 и Т-40.
В составе действующей армии с 6 сентября 1941 по 27 октября 1944 года.
С 31 августа 1941 года бригада начала переброску к Ленинграду, разгрузилась на станциях Жихарево и Войбокало. 6 сентября 1941 года поступив в распоряжение 54-й армии и приступила к боям в ходе Синявинских операций 1941 года. Первым боем бригады стал бой за Рабочий посёлок № 7 совместно со 128-й стрелковой дивизией. Затем 12 сентября 1941 года поддерживает 1-ю горнострелковую бригаду в её ударе в районе деревень Вороново, Хандрово и Марково, уничтожив несколько немецких танков и бронемашин, 9 орудий и машину с боеприпасами, не имея своих потерь, с 24 сентября 1941 года — 310-ю стрелковую дивизию в районе Гайтолово, отбросив противника на полтора километра и выйдя к реке Чёрная.
На 1 октября 1941 года в бригаде насчитывалось только 34 танка (почти все лёгкие танки и половина КВ и Т-34 были потеряны), из них 3 КВ, 11 Т-34, 20 Т-40. Весь октябрь 1941 года бригада ведёт бои в районе Синявино, Гонтовой Липки. В начале ноября 1941 года бригада получила от 16-й танковой бригады её оставшиеся танки.
В связи с угрожающим развитием немецкого наступления на Войбокало была переброшена туда и к 15 ноября 1941 года заняла оборону вместе с 1-й горнострелковой бригадой у деревни Хотовская Горка, затем 17 ноября — 20 ноября 1941 года действует с частями 3-й гвардейской стрелковой дивизии на подступах к Волхову.
С 3 декабря 1941 года в составе ударной группы, вместе с 80-й, 285-й, 311-й стрелковыми дивизиями, 6-й бригадой морской пехоты переходит в наступление от Войбокало на юг, группа вклинилась в оборону противника и блокировала его опорные пункты в Опсала, Овдекала, Тобино, Падрила и совхозе «Красный Октябрь», однако далее продвинуться не смогла. Лишь с 15 декабря наступление, со вводом резервов начало развиваться, и бригада вышла к железной дороге на участке Кириши — Погостье. К 16 января 1942 года бригада переброшена на подступы к Погостью, которое штурмует несколько дней и отбивает контратаки совместно с частями 3-й гвардейской стрелковой дивизии и 107-м отдельным танковым батальоном. Только за один день боёв, 19 января 1942 года, бригада потеряла 11 танков. В начале февраля 1942 года получила из Ленинграда 5 танков КВ, переправленных по льду Ладожского озера. и с 8 февраля 1942 года вновь ведёт бои за Погостье, уже с 80-й и 281-й стрелковыми дивизиями, с 11 февраля 1941 года — с 311-й стрелковой дивизией, потеряв три танка за день. После выхода 16 февраля 1942 года на рубеж реки Мга, 18—20 февраля 1942 года вместе с 11-й стрелковой дивизией и 6-й бригадой морской пехоты наступает на опорный пункт Шала. К началу марта 1942 года в бригаде уже почти не оставалось танков и она была выведена на восстановление. Вновь поступила на передовую в начале апреля 1942 года и 7—8 апреля 1942 года бригада осуществляет поддержку частей 115-й стрелковой дивизии, расширяющей прорыв 54-й армии в районе Посадникова Острова в направлении на юго-восток. До конца лета 1942 года ведёт бои в районе погостьевского выступа 54-й армии.

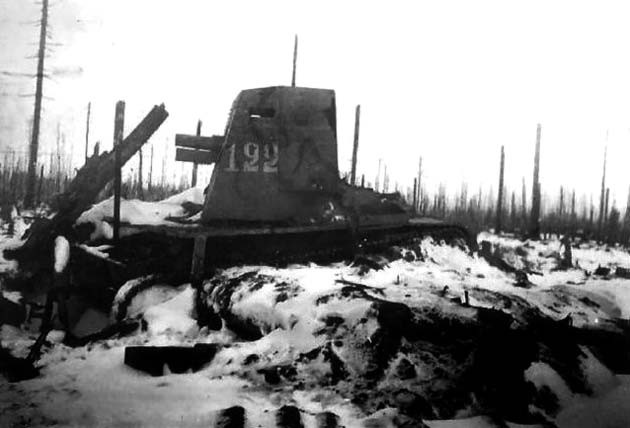
Подбитая САУ СУ-26, вероятнее всего, из 122-й танковой бригады, район Погостья, зима-весна 1942 года

В сентябре 1942 года участвует в Синявинской операции, вместе с 3-й гвардейской стрелковой дивизией и 22-й стрелковой бригадой, с 14 сентября 1942 года ведёт бои южнее и юго-западнее Гонтовой Липки, пытаясь пробиться к Синявино, попадает в окружение.
В январе 1943 года участвует в операции «Искра», действует совместно с частями 372-й стрелковой дивизии, в течение нескольких дней отвоёвывая Рабочий посёлок № 8 с сильно укреплённым опорным пунктом и 15 января 1943 года освобождает посёлок. После операции отведена на восстановление.
С 19 марта 1943 года в составе 8-й армии принимает участие в Мгинско-Шапкинской наступательной операции, пытаясь пробиться ко Мге. Один из батальонов бригады с десантом 91-го гвардейского стрелкового полка 64-й гвардейской дивизии сумел прорвать оборону противника, углубиться и перерезать железную дорогу Мга — Кириши, но и сам был отрезан от своих и был практически уничтожен.
В ходе Мгинской наступательной операции, поддерживая 165-ю стрелковую дивизию, наступает на опорный пункт Поречье и за четыре боя с 5 по 8 августа 1943 года, пробиваясь к Поречью, потеряла 11 танков Т-34 и 2 — Т-60. Из состава бригады погибли и были ранены 24 офицера, 106 сержантов и 122 рядовых. К 10 августа 1943 года из 38 танков, начавших операцию, осталось только 16.
В ноябре 1943 года бригада передана в состав 59-й армии, к началу операции сосредоточилась на подступах к Подберезье. С 15 января 1944 года введена в бой, участвовала в окружении группировки немецких войск в Новгороде, затем преследовала немецкие войска в направлении Шимска. В конце января 1944 года бригада вновь была передана в подчинение переброшенному в район Шимска управлению 8-й армии и вела бои на подступах к Шимску до середины февраля 1944 года и была отведена в резерв. 2 февраля 1944 года вместе с 1247-м стрелковым полком освобождает населённый
пункт Почап.
Приступила к боям в июле 1944 года. 17—25 июля 1944 года в ходе Псковско-Островской операции ведёт бои в Пушкиногорском районе. Вместе с 288-й стрелковой дивизией составила подвижную группу 54-й армии, которая была введена в прорыв на участке армии в районе Пушкинских Гор. Бригада в составе группы, действуя в авангарде армии овладела важным узлом дорог Красногородское, сбивала заслоны противника, не давая ему закрепиться по рубежам многочисленных рек, в частности на рубеже реки Синяя, вела бои за Абрене, к концу июля 1944 года (и к концу операции) выйдя на подступы к Алуксне, где была остановлена. Вновь перешла в наступление в ходе Тартуской операции. Введена в бой 10 августа 1944 года, поддерживая наступление 52-й и 53-й гвардейских стрелковых дивизий по направлению Лаура — Выру, к концу дня передовые отряды бригады продвинулись в глубину до 15 километров и перерезали шоссе Псков — Рига, 11 августа 1944 года продвинулась ещё на 22 километра, а к 12 августа 1944 года — на 30 километров, вышла к Антсла и приняла участие в его освобождении 13 августа 1944 года. 16—19 августа 1944 года вместе с 23-й гвардейской стрелковой дивизией, участвует в деблокировании войск 14-го гвардейского стрелкового корпуса, попавших в окружение. К концу операции (начало сентября 1944 года) бригада вышла к оборонительному рубежу «Валга» в районе Валги и направлена в резерв.
1 декабря 1944 года переформирована в 209-ю самоходно-артиллерийскую бригаду

## Подчинение
| Подчинение      | Подчинение                                                 | Подчинение        | Подчинение | Подчинение |
| Дата            | Фронт (военный округ)                                      | Армия             | Корпус     | Примечания |
| --------------- | ---------------------------------------------------------- | ----------------- | ---------- | ---------- |
| 01.10.1941 года | Ленинградский фронт                                        | 54-я армия        | -          | -          |
| 01.11.1941 года | Ленинградский фронт                                        | 54-я армия        | -          | -          |
| 01.12.1941 года | Ленинградский фронт                                        | 54-я армия        | -          | -          |
| 01.01.1942 года | Ленинградский фронт                                        | 54-я армия        | -          | -          |
| 01.02.1942 года | Ленинградский фронт                                        | 54-я армия        | -          | -          |
| 01.03.1942 года | Ленинградский фронт                                        | 54-я армия        | -          | -          |
| 01.04.1942 года | Ленинградский фронт                                        | 54-я армия        | -          | -          |
| 01.05.1942 года | Ленинградский фронт (Группа войск Волховского направления) | 54-я армия        | -          | -          |
| 01.06.1942 года | Ленинградский фронт (Волховская группа войск)              | 54-я армия        | -          | -          |
| 01.07.1942 года | Волховский фронт                                           | 54-я армия        | -          | -          |
| 01.08.1942 года | Волховский фронт                                           | 54-я армия        | -          | -          |
| 01.09.1942 года | Волховский фронт                                           | -                 | -          | -          |
| 01.10.1942 года | Волховский фронт                                           | 2-я ударная армия | -          | -          |
| 01.11.1942 года | Волховский фронт                                           | -                 | -          | -          |
| 01.12.1942 года | Волховский фронт                                           | 2-я ударная армия | -          | -          |
| 01.01.1943 года | Волховский фронт                                           | 2-я ударная армия | -          | -          |
| 01.02.1943 года | Волховский фронт                                           | -                 | -          | -          |
| 01.03.1943 года | Волховский фронт                                           | 54-я армия        | -          | -          |
| 01.04.1943 года | Волховский фронт                                           | 8-я армия         | -          | -          |
| 01.05.1943 года | Волховский фронт                                           | 8-я армия         | -          | -          |
| 01.06.1943 года | Волховский фронт                                           | -                 | -          | -          |
| 01.07.1943 года | Волховский фронт                                           | -                 | -          | -          |
| 01.08.1943 года | Волховский фронт                                           | 8-я армия         | -          | -          |
| 01.09.1943 года | Волховский фронт                                           | 8-я армия         | -          | -          |
| 01.10.1943 года | Волховский фронт                                           | -                 | -          | -          |
| 01.11.1943 года | Волховский фронт                                           | -                 | -          | -          |
| 01.12.1943 года | Волховский фронт                                           | 59-я армия        | -          | -          |
| 01.01.1944 года | Волховский фронт                                           | 59-я армия        | -          | -          |
| 01.02.1944 года | Волховский фронт                                           | 8-я армия         | -          | -          |
| 01.03.1944 года | Ленинградский фронт                                        | -                 | -          | -          |
| 01.04.1944 года | Ленинградский фронт                                        | -                 | -          | -          |
| 01.05.1944 года | 3-й Прибалтийский фронт                                    | 67-я армия        | -          | -          |
| 01.06.1944 года | 3-й Прибалтийский фронт                                    | -                 | -          | -          |
| 01.07.1944 года | 3-й Прибалтийский фронт                                    | -                 | -          | -          |
| 01.08.1944 года | 3-й Прибалтийский фронт                                    | 1-я ударная армия | -          | -          |
| 01.09.1944 года | 3-й Прибалтийский фронт                                    | -                 | -          | -          |
| 01.10.1944 года | 3-й Прибалтийский фронт                                    | -                 | -          | -          |
| 01.11.1944 года | Белорусский военный округ                                  | -                 | -          | -          |
| 01.12.1944 года | Белорусский военный округ                                  | -                 | -          | -          |

## Состав
На момент формирования
- Управление бригады (штат № 010/75)
- Рота управления (штат № 010/76)
- Разведывательная рота (штат № 010/77)
- 122-й танковый полк (штат № 010/78)
  - 1-й танковый батальон
  - 2-й танковый батальон
  - 3-й танковый батальон
- 122-й моторизованный стрелково-пулемётный батальон (штат № 010/79)
- 122-й отдельный зенитно-артиллерийский дивизион (штат № 010/80)
- Ремонтно-восстановительная рота (штат № 010/81)
- Автотранспортная рота (штат № 010/82)
- Медико-санитарный взвод (штат № 010/83)

С конца 1941 года
- Управление бригады
- Рота управления
- Разведывательная рота
- 1-й танковый батальон
- 2-й танковый батальон
- Моторизованный батальон автоматчиков
- Зенитно-пулемётная рота
- Рота технического обеспечения
- Медико-санитарный взвод

## Командование бригады

### Командиры бригады
- Рудой, Михаил Иванович[9] (01.08.1941 — 15.02.1942), подполковник;
- Зазимко, Андрей Владимирович (16.02.1942 — 15.07.1942), подполковник, с 10.04.1942 полковник;
- Урванов, Кирилл Осипович (16.07.1942 — 20.08.1942), майор (ВРИД);
- Давыдов, Яков Алексеевич[10] (21.08.1942 — 24.03.1943), подполковник, с 09.11.1942 полковник (погиб 24.03.1943);
- Бачакашвили, Иосиф Давыдович[11] (24.03.1943 — 06.08.1943), подполковник;
- Арман, Поль Матисович (06.08.1943 — 07.08.1943), полковник (погиб 7.08.1943)[12];
- Соколов Николай Иванович[13] (07.08.1943 — 10.08.1943), подполковник (ВРИД);
- Урванов Кирилл Осипович (11.08.1943 — 09.1943), полковник;
- Клименко, Михаил Михайлович (30.09.1943 — 26.07.1944), полковник;
- Савочкин, Дмитрий Матвеевич (26.07.1944 — 17.08.1944), гвардии подполковник (погиб 17.08.1944);
- Алексеев Иван Алексеевич (17.08.1944 — 10.09.1944), полковник (ВРИД);
- Лукьянов, Александр Николаевич (10.09.1944 — 01.12.1944), полковник[14][15]

### Заместители командира бригады по строевой части
- Барышников, Иван Николаевич (09.1941 — 10.1941), полковник;
- Цибин, Иван Григорьевич (18.11.1941 — 03.1942), полковник;
- Пайкин, Залман Григорьевич (04.1942 — 25.05.1942), подполковник;
- Урванов Кирилл Осипович (14.12.1942 — 04.1943), полковник;
- Иванов, Корней Иванович (03.1943 — 09.1942), полковник;
- Бачакашвили Иосиф Давыдович (19.02.1943 — 24.03.1943), подполковник;
- Соколов Николай Иванович (1943), подполковник;
- Лавизин, Михаил Иванович (08.1944 — 09.1944), подполковник

## Награды и почётные наименования
| Награда (наименование)                                          | Дата награждения                                                            | За что получена |
| --------------------------------------------------------------- | --------------------------------------------------------------------------- | --- |
| Почётное наименование имени «Наркомата среднего машиностроения» |                                                                             | присвоено при формировании |
| Орден Красного Знамени                                          | награждена указом Президиума Верховного Совета СССР от 10 февраля 1943 года | за образцовое выполнение боевых заданий командования на фронте борьбы с немецкими захватчиками и проявленные при этом доблесть и мужество |

## Отличившиеся воины бригады
| Награда | Ф. И. О.                   | Должность              | Звание    | Дата награждения | Примечания       |
| ------- | -------------------------- | ---------------------- | --------- | ---------------- | ---------------- |
|         | Луговцев, Николай Иванович | Командир танковой роты | лейтенант | 24.03.1945       | погиб 29.07.1944 |
|         | Селиванов, Пётр Дмитриевич | Командир роты          | лейтенант | 24.03.1945       |                  |

## Память
- Музей школы № 125 Нижнего Новгорода (недоступная ссылка)